# Editora Abril
Editora Abril è un editore brasiliano con sede a San Paolo, facente parte del Grupo Abril della famiglia Civita.
Tra le riviste pubblicate ci sono Veja, Nova Magazine, Placar, Estilo de Vida (InStyle), Claudia, Boa Forma, Manequim, Exame e Playboy. Possiede inoltre la versione brasiliana di MTV e la compagnia televisiva TVA.
È attiva anche in campo fumettistico: ha pubblicato infatti materiale Disney, DC, Image e Marvel.
Nel maggio 2006 il 30% dell'azienda è stata acquistata da Naspers.